# Antonio Balsamo
Antonio Balsamo (Aversa, 23 luglio 1934 – Aversa, 9 aprile 1998) è stato un compositore e sassofonista italiano.

## Biografia
Effettuò i suoi studi presso il conservatorio di San Pietro a Majella diplomandosi in clarinetto e strumentazione per banda pur avendo una predilezione per il sassofono, suo strumento preferito.
Tra le sue maggiori collaborazioni quelle con musicisti di livello internazionale come: Duke Ellington, il Modern Jazz Quartet, Max Roach, Astor Piazzolla e Maynard Ferguson. Nella sua lunga carriera ha anche affiancato direttori d'orchestra e registi italiani come Roberto De Simone, Antonio Sinagra, Carlo Lizzani e Liliana Cavani. Numerose le sue partecipazioni a importanti rassegne e festival jazz come al Festival Jazz di Clusone, alla Rassegna Jazz di Milano, al Festival dei Due Mondi di Spoleto, al Festival di Berlino. Nel 1977, in un tour si esibisce in ben ventiquattro città del Giappone, tra le quali Tokyo, Osaka ed Hiroshima, suo ospite la star del jazz nipponico Sadao Watanabe. In Italia collabora con molti musicisti jazz tra i quali Giorgio Gaslini, Rino Zurzolo e Rosario Jermano e con cantanti di musica leggera come Ornella Vanoni e Mario Merola. Negli ultimi anni di vita si dedica all'attività didattica presso i Conservatori di Napoli (l'unico caso di assegnazione di cattedra "per chiara fama"), Salerno, Avellino e Campobasso.
Campobasso lo ricorda con il concorso internazionale per sassofonisti Tonino Balsamo istituito nel 2001, e nel decennale della morte, l’Associazione Musicisti Aversani ha preso il suo nome, diventando A.M.A.Antonio Balsamo.
Il 6 gennaio del 2011 il Comune di Aversa ha dedicato alla sua memoria il parco pubblico di Via Luca Giordano.